# Vâlcele (Corbasca), Bacău
Vâlcele este un sat în comuna Corbasca din județul Bacău, Moldova, România.